# 毛泽东思想和中国特色社会主义理论体系概论
《毛澤東思想和中國特色社會主義理論體系概論》是中華人民共和國高等院校學生必修的一門政治課，也是這門課所使用的教材的名稱。教材的舊名為《毛澤東思想、鄧小平理論和「三個代表」重要思想概論》，這門課程之前被簡稱為「毛概」或「毛鄧三」，現在一般被稱作「毛中特」。
本門課程是中國研究生入學考試思想政治理論考試科目中占比最大的部分，考察4個單選題，5個多選題，1.5個分析題（中國特色社會主義理論體系概論單獨作為一個分析題考察，毛澤東思想結合中國近現代史綱要再考察一個分析題）。

## 主要内容
这门课程主要介绍中国共产党第十八届全国代表大会前马克思主义中国化的理论成果，包括毛泽东思想、邓小平理论、“三个代表”重要思想、科学发展观等内容。

## 历史名称
最初此门课程分为《毛泽东思想概论》和《邓小平理论》两门课程，其中《邓小平理论》这门课程的名字曾有以下历史名称：
- 建设有中国特色社会主义
- 邓小平建设有中国特色社会主义
- 邓小平理论和“三个代表”重要思想概论

十七大後，这两门课程整合为目前的课程。